# Fuchsia, la petite sorcière
Pour plus de détails, voir Fiche technique et Distribution.
Fuchsia, la petite sorcière est un film néerlandais réalisé par Johan Nijenhuis, sorti en 2010.

## Synopsis
Le magicien Kwark trouve un œuf dans la forêt des sorcières. De cet œuf sort une toute petite fille, une mini sorcière, qui s'appelle Fuchsia. Elle peut aller à l'école de sorcières dirigée par la sorcière des marais, Minuul. Fuchsia apprend des tours de magie à l'école, mais se trompe parfois. Elle survole les environs sur son balai, et aperçoit un garçon, Tommie. C'est un humain, et Kwark l'a avertie que leur monde était dangereux. Mais la curieuse Fuchsia veut faire sa connaissance.

## Fiche technique
- Titre : Fuchsia, la petite sorcière
- Titre original : Foeksia de miniheks
- Réalisation : Johan Nijenhuis
- Scénario : Sander de Regt d'après le roman de Paul van Loon
- Photographie : Maarten van Keller
- Montage : Job ter Burg
- Musique : Matthijs Kieboom (as 'SMP'), Martijn Schimmer
- Société de production : Nijenhuis & de Levita Film & TV B.V.
- Langues : néerlandais
- Format : Couleur
- Genre : Aventure et fantasy
- Durée : 85 minutes
- Dates de sortie : mars 2010

## Distribution
- Rachelle Verdel : Fuchsia
- Porgy Franssen : Kwark
- Annet Malherbe : Minuul
- Marcel Hensema : Oom Rogier
- Lorenso van Sligtenhorst : Tommie
- Kara Borus : Akabahar
- Eefje Paddenberg : Argje
- Melanie Reindertaen : Grit
- Chantal Wildering : Grobje
- Valerie Pos : Murmeltje
- Lauren Schuitemaker : Saffraan
- Leny Breederveld : Burgemeester
- Elvira Out : Moeder Tommie

## Récompenses
- Meilleur film néerlandais au Cinekid Festival de 2010
- Golden and Platin Film 2010 : film d'or